# Ampato
L'Ampato és un estratovolcà inactiu de 6.288 msnm a la Serralada Ampato, al sud del Perú, a uns 100 km de la ciutat d'Arequipa. Forma part d'una cadena d'uns 20 km, que en direcció nord-sud, acull dos grans estratovolcans més: l'extingit i erosionat Nevado Hualca Hualca (6.025 m), a l'extrem nord, i l'actiu Sabancaya (5.976 m), al mig.
El setembre de 1995 el ràpid retrocés de la glacera prop del cim de l'Ampato va revelar un cadàver congelat i momificat d'una noia inca, assassinada d'un fort cop al cap fa 500 anys. Aquesta mòmia va ser anomenada Juanita, la Dama d'Ampato o la Dama de Gel, i fou recuperada per una expedició dirigida per l'arqueòleg estatunidenc Johan Reinhard. Posteriors excavacions dirigides per José Antonio Chávez i Johan Reinhard l'octubre de 1995 i el desembre de 1997 va permetre localitzar tres mòmies inques a uns 5.800 m.